# Мікаель Стадлінґ
Мікаель Стадлінґ (швед. Mikael Stadling; нар. 10 серпня 1966) — колишній шведський тенісист.
Найвищу одиночну позицію світового рейтингу — 246 місце досяг 8 травня 1995, парну — 404 місце — 9 листопада 1992 року.

## Титули на челленджерах

### Парний розряд: (1)
| Ранг | Рік  | Турнір              | Покриття | Партнер       | Суперники                  | Рахунок  |
| ---- | ---- | ------------------- | -------- | ------------- | -------------------------- | -------- |
| 1.   | 1997 | Portschach, Австрія | Ґрунт    | Джеймон Крабб | Деян Петрович Грант Сілкок | 7–5, 6–3 |